# Pseudabutilon depauperatum
Pseudabutilon depauperatum là một loài thực vật có hoa trong họ Cẩm quỳ. Loài này được (Hook. f.) Kearney miêu tả khoa học đầu tiên năm 1952.